# Megaselia bruchiana
Megaselia bruchiana är en tvåvingeart som först beskrevs av Borgmeier och Schmitz 1923.  Megaselia bruchiana ingår i släktet Megaselia och familjen puckelflugor. Inga underarter finns listade i Catalogue of Life.